# Beringomyia
Beringomyia es un género de dípteros nematóceros perteneciente a la familia Limoniidae. Se distribuye por Asia.

## Especies
- Contiene las siguientes especies:
- B. cata (Alexander, 1940)
- B. deprava (Alexander, 1941)
- B. politonigra Savchenko, 1980
- B. prava (Alexander, 1940)